# Объект 292
Объект 292 — опытный танк конструкторского бюро Кировского завода (ОАО «Спецмаш») и учёных ВНИИ «Трансмаш». На базе шасси танка Т-80БВ была установлена новая башня со 152-мм пушкой ЛП-83 и новым механизмом заряжания, который находился, в отличие от Т-80, в коробчатой задней части башни. Заводская наварка была выполнена из неброневой стали для заводских испытаний. Так как задняя часть башни Объекта 292 получилась переутяжеленной, в лобовой части башни монтировался массогабаритный противовес.

## История
Завершающий этап разработки объекта пришёлся на период начала 90-х годов, в этот период радикально сократилось финансирование разработок «Спецмаша», в результате чего «ЦНИИ Буревестник», которое занималось работами над нарезным вариантом 152-мм пушки, разваливалось.
В 1990 году опытный образец танка был готов, за исключением механизма заряжания. В 1991 году на Ржевском полигоне начались стрельбовые испытания. В результате испытаний были получены положительные заключения.
На данный момент (март 2024), Объект 292 находится в техническом центре техники СССР в ангаре «Боевая мощь Урала» Парка «Патриот», в подмосковной Кубинке. Изменений в его внешнем виде почти нет: на корпусе танка обновлена базовая окраска, а также на ящике боекомплекта на башне добавлен номер объекта «292».

## Описание конструкции

### Вооружение
Была установлена гладкоствольная 152-мм пушка ЛП-83, по баллистическим характеристикам значительно превосходящая прежнюю 125-мм пушку, причëм новая пушка была выполнена в габаритах, незначительно превышающих штатную. Из-за габаритов нового орудия пришлось избавиться от спаренного пулемета ПКТ.
Было создано новое боевое отделение танка, которое без изменений в конструкцию шасси могло устанавливаться на шасси Т-80.

## В культуре
- Объект 292 представлен в играх: Armored Warfare, где представлен в виде некой модификации, которая планировалась к реализации в реальности; в World of Tanks Console, а также в War Thunder, где является акционной техникой 7-го ранга.